# Province de Nakhon Pathom
Nakhon Pathom (en thaï : จังหวัดนครปฐม ; API : [náʔkʰɔ̄ːn pā.tʰǒm]) est une province (changwat) de Thaïlande.
Elle est située dans le centre du pays. Sa capitale est la ville de Nakhon Pathom.
De nombreux agriculteurs et éleveurs vivent dans les plaines fertiles de cette province.
De la fin des années 1800 jusqu'au début des années 1900, Nakhorn Pathom attira des gens de tout le royaume siamois, du Sud de la Chine ainsi que de la Birmanie.
Aujourd'hui, la province de Nakhon Pathom comprend de multiples zones industrielles, des villes universitaires, des centres agricoles et de transports ainsi que des bureaux gouvernementaux délocalisés de Bangkok.

## Subdivisions

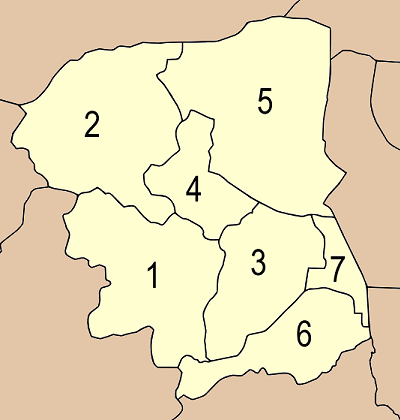
Carte des amphoe de la province de Nakhon Pathom.

Nakhon Pathom est subdivisée en 7 districts (amphoe) : Ces districts sont eux-mêmes subdivisés en 105 sous-districts (tambon) et 919 villages (muban).
1. Amphoe Mueang Nakhon Pathom (อำเภอ เมือง นครปฐน)
2. Amphoe Kamphaeng Saen (อำเภอ กำแพง แสน)
3. Amphoe Nakhon Chai Si (อำเภอ นคร ชัย ศรี)
4. Amphoe Don Tum (อำเภอ ดอน ตูม)
5. Amphoe Bang Len (อำเภอ บาง เลน)
6. Amphoe Sam Phran (อำเภอ สาม พราน)
7. Amphoe Phutthamonthon (อำเภอ พุทธมณฑล)

## Curiosités
- Le plus grand stupa du monde, le chedi de Phra Pathom (127 m de haut et 95,30 m de diamètre), seul chedi de Thaïlande à avoir conservé de façon aussi perceptible la forme du tertre originel ainsi que la flèche que rappelle les parasols des stupas (dans l'Amphoe de Mueang Nakhon Pathom) ;
- Les archives du film thaïlandais (dans l'Amphoe Phuttamonthon) ;
- Le gigantesque dragon enroulé autour des 17 étages de Wat Samphran (dans l'Amphoe de Sam Phran) ;
- Le marché flottant de Wat Lam Phaya à 30 km au nord-est de Nakhon Pathom
- etc.

## Galerie

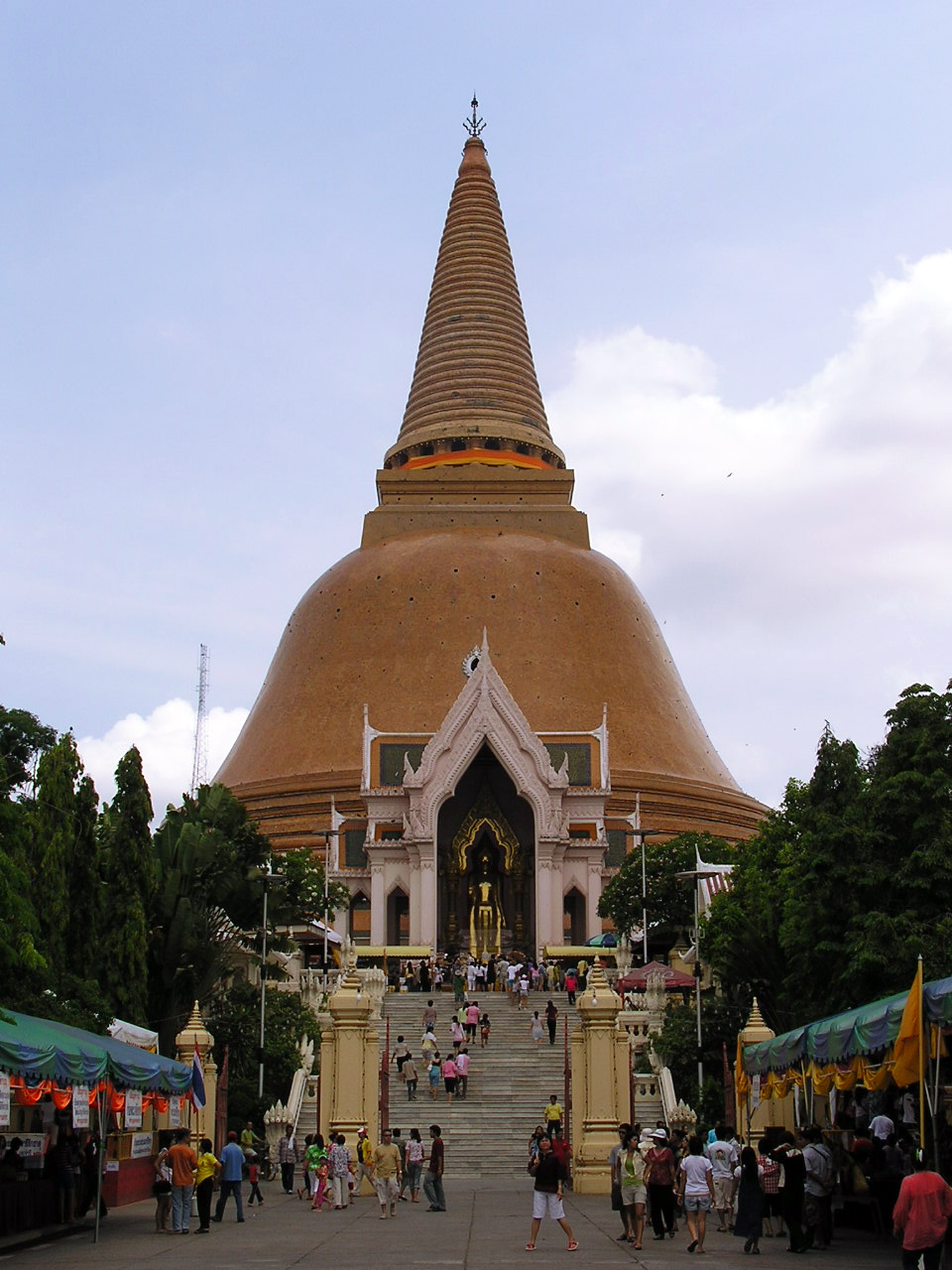
Chedi de Phra Pathom
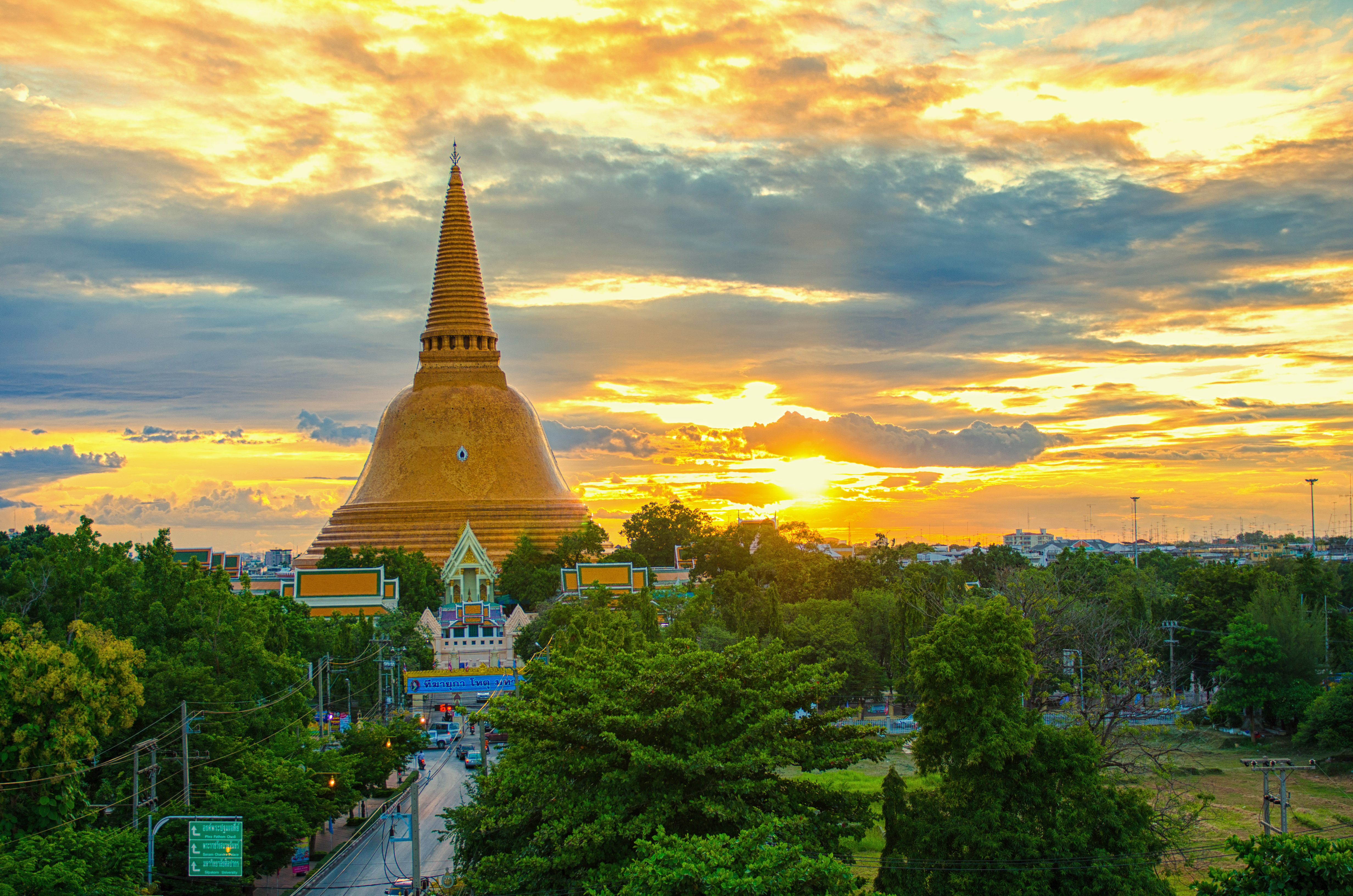
Chedi de Phra Pathom
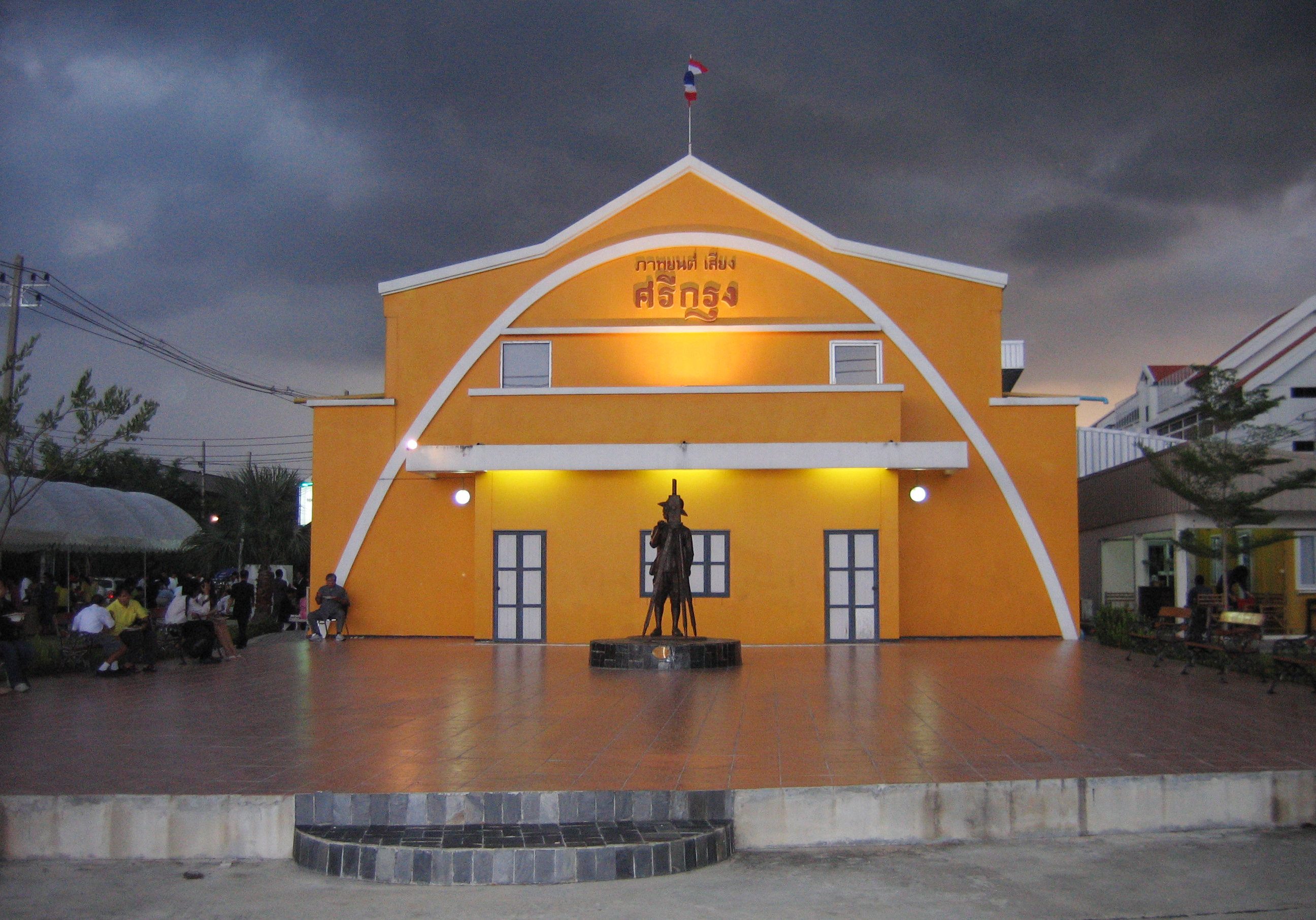
Archives du film thaïlandais
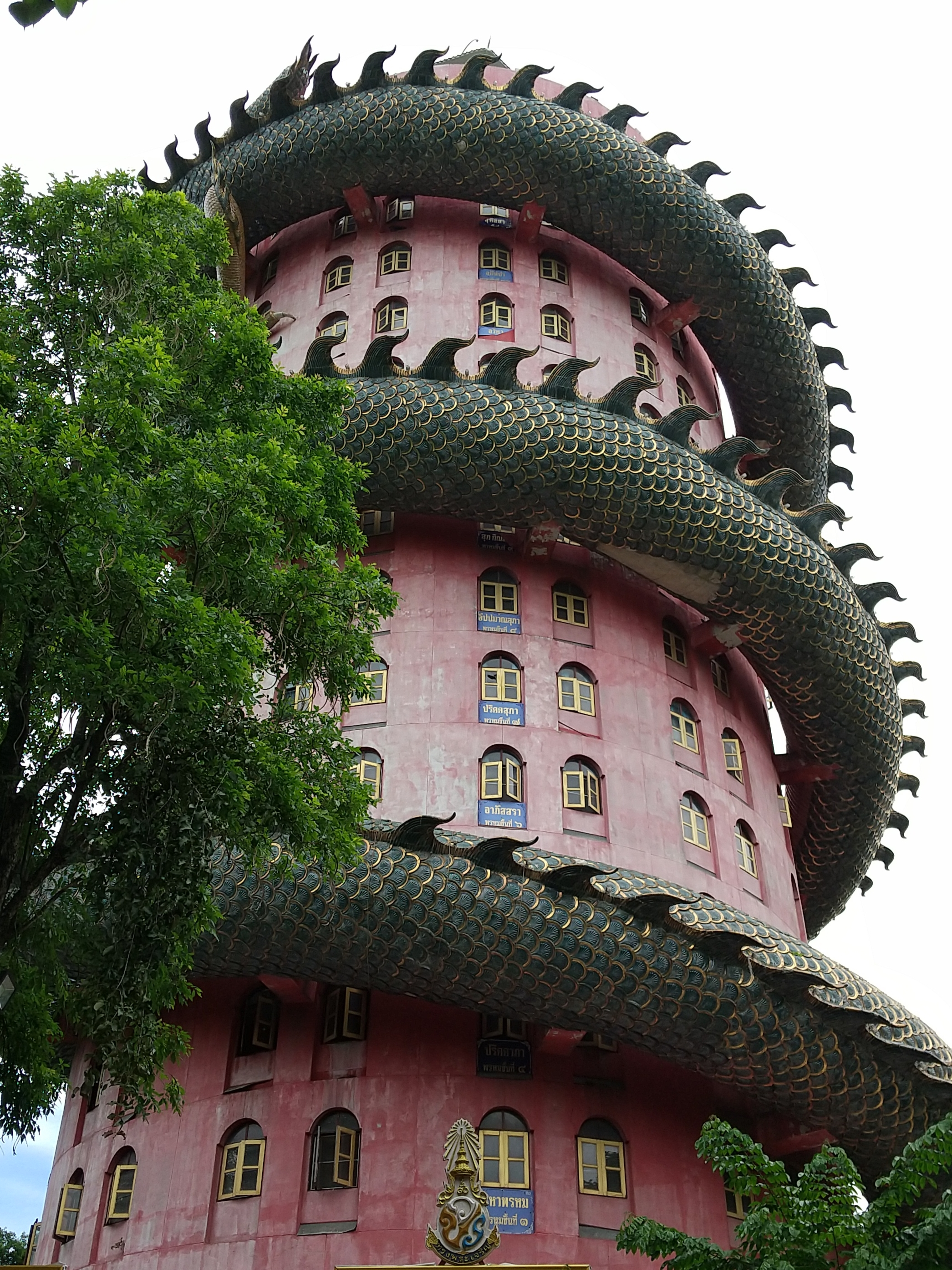
Le gigantesque dragon  s'enroulant ...
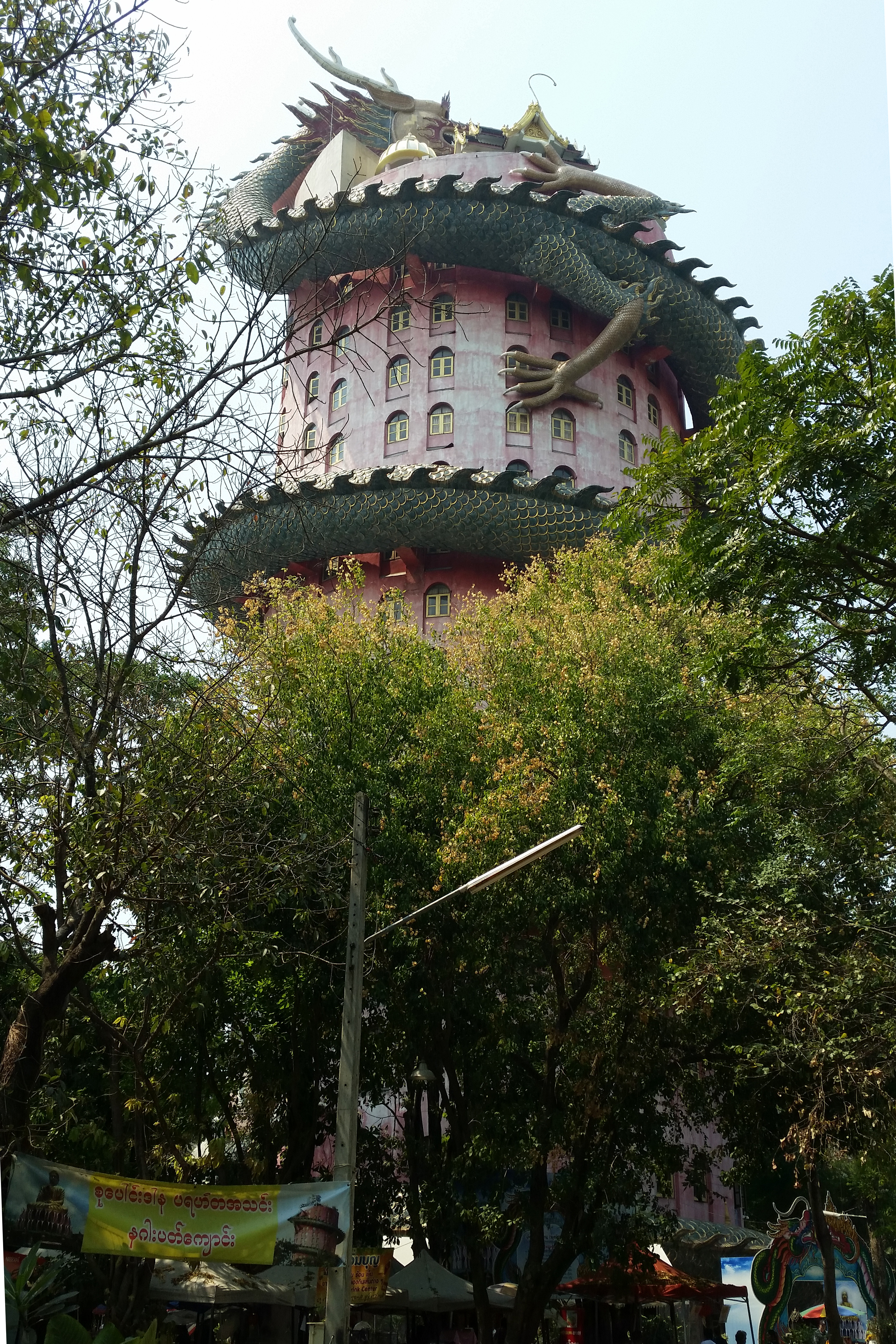
.... autour des 17 étages du Wat Samphran...
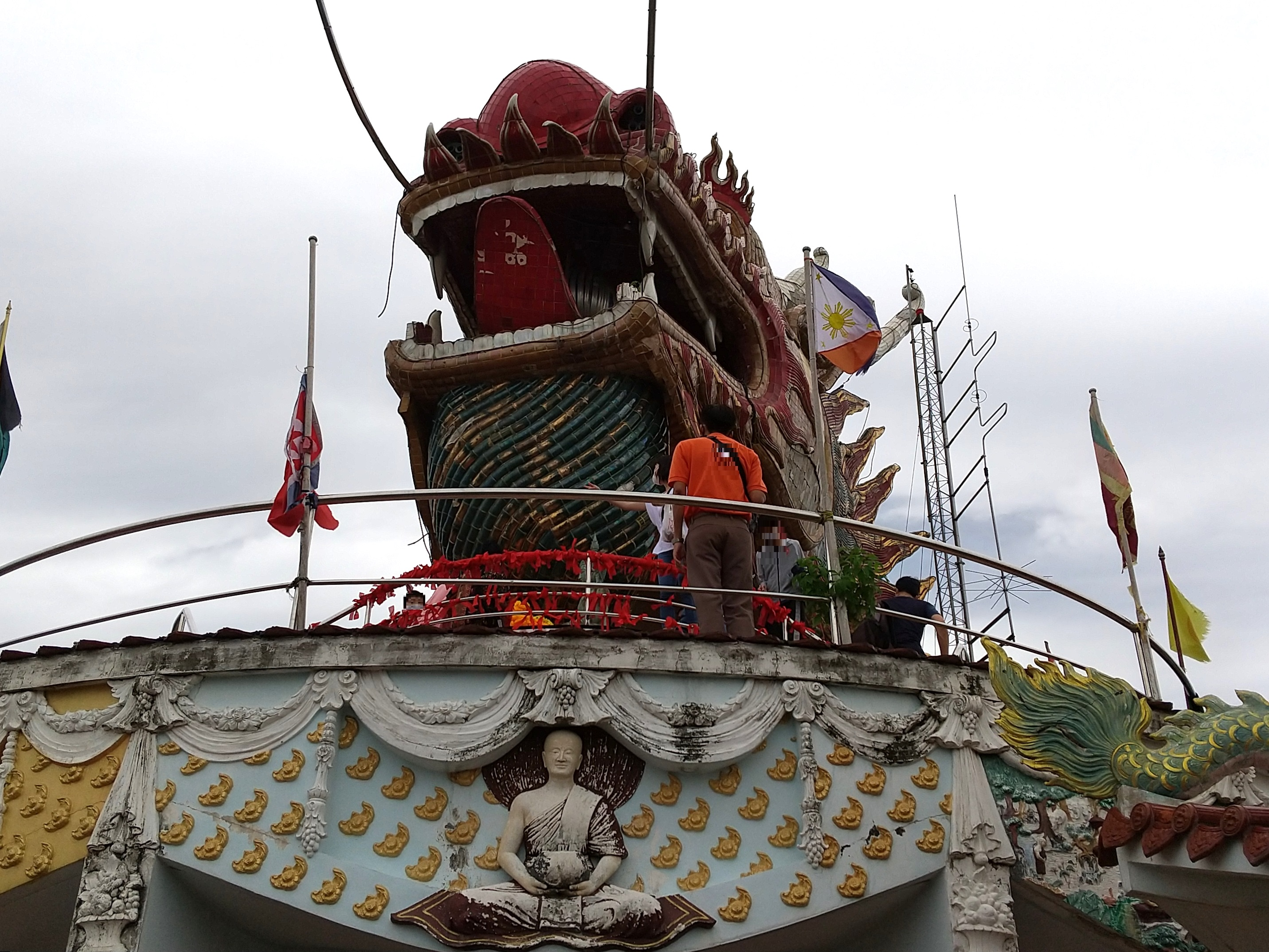
... jusqu'au sommet